# Wojciech Gawroński
Woitech Gawroński (Seimoni, Vilnius, 1868 - [...?], 1910) fou un músic polonès.
Estudià en l'Institut Musical de Varsòvia i fou director d'orquestra a Vilnius, després passà a Berlín per completar els seus estudis, i més tard a Viena. Dirigí una sèrie de concerts a Rússia, i va obrir una escola de música a Oriol (Rússia) i, finalment, s'establí a Varsòvia. El 1898 va obtenir a Leipzig el premi Paderewski.
Entre les seves composicions hi figuren les òperes Marja i Pojata; una simfonia; nombroses peces per a piano i per a instruments de corda, etc.